# Papa Bue's Viking Jazzband
Papa Bue's Viking Jazzband was een Deense jazzband, die dixieland-jazz speelde.

## Bezetting
- Arne 'Papa' Bue Jensen[2] (trombone)
- Finn Otto Hansen[3] (trompet)
- Jørgen Svare[4] (klarinet)
- Bjarne 'Liller' Petersen[5] (overleden 1993, banjo, zang)
- Ib Lindschouw[6] (drums)
- Mogens 'Basse' Seidelin[7] (bas)
- Alan Elsdon[8] (trompet, bugel)
- Bent Haastrup[9] (trompet)

- Erik Andersen[10] (klarinet)
- Gerhard Vohwinkel[11] (trompet)
- Graham Stewart[12] (trombone)
- Jens Sølund[13] (contrabas)
- Jim Bray[14] (contrabas, tuba)
- Joe Errington[15] (trompet)
- John Defferary[16] (klarinet, baritonsaxofoon, altklarinet)
- Jørn Jensen[17] (piano)

- Keith Smith[18] (trompet)
- Knud Ryskov[19] (drums)
- Mike Peters[20] (trompet)
- Ole Olsen[21] (bas)
- Ole Stolle[22] (trompet)
- Søren Houlind[23] (drums)
- Thomas Christensen[24] (drums)

## Geschiedenis
De band werd in 1956 opgericht door de voormalige zeeman en trombonist Arne Bue Jensen. De oprichters Jensen, Svare, Petersen, Lindschouw, Seidelin en Hans Jørgen Larsen speelden in het Kopenhagense amusementsbuurt Nyhavn en hadden in de zomer van 1956 een verbintenis in het Hamburgse St. Pauli. Eind 1956 was Gerhard Vohwinkel twee maanden bij de band en maakte daarmee de eerste opname voor Storyville Records, voordat hij door de Deense vreemdelingendienst werd uitgewezen.
Eind 1957 werd de band hernoemd in Viking Jazz Band, nadat de Amerikaanse journalist Shel Silverstein de band had gehoord in het lokaal Cap Horn en een positieve bespreking van de Deense Vikingen had uitgebracht. Rond dezelfde tijd voegde Finn Otto Hansen zich bij de band, nadat eerder de trompettisten constant werden gewisseld. Toentertijd konden de bandleden nog niet volledig leven van de muziek. Jensen werkte in een schoenenfabriek, Svare studeerde klassieke talen, Hansen volgde een opleiding als smid, Lindschouw was koerier, Seidelin was machinebouwingenieur en Petersen was arbeider.
In 1958 namen ze bij Storyville Records het eerste gelijknamige album op als Papa Bue's Viking Jazz Band. Het eerste grote succes hadden ze in 1960 met Schlafe mein Prinzchen …. De song plaatste zich 44 weken in de Duitse hitparade. Talrijke gouden platen en vele onderscheidingen getuigden van het succesverhaal van de Denen. In 1996, naar aanleiding van het 40-jarige bandjubileum, vond een groot galaconcert plaats in het Tivoli in Kopenhagen. Weliswaar werd de band van tijd tot tijd op meerdere posities gewijzigd, maar de bandleider bleef steeds attent dat het zachte, swingende en vriendelijk nostalgische geluid van de band behouden bleef. Een van hun sterren was vanaf 1985 de klarinettist John Defferary, die echter in 1998 overstapte naar de Chris Barber Jazz & Blues Band.
De band werd weliswaar sterk populair-commercieel aangestuurd en door jazz-puristen niet altijd geaccepteerd, maar ze heeft zonder twijfel ertoe bijgedragen, dat de hot jazz, toen de jazz in het algemeen dreigde te verdwijnen in de vergetelheid, niet geheel werd vergeten. Bovendien vertolkte zij de door Bent Fabricius-Bjerre gecomponeerde titelmuziek (Olsen-bande) voor de 14 Deense films van de Olsen-Bende en werkte ze mee bij de filmmuziek van Stille dage i Clichy.
Van de oorspronkelijke leden formeerde Svare later een eigen band en de als zanger populaire Petersen verliet meermaals de band en werkte later toe naar een solocarrière. Vanaf 1965 was Jørn 'Jønne' Jensen (tijdens de jaren 1950 leider van de Storyville Jazz Band) lid van de band.
De band speelde in de loop der tijd onder andere met George Lewis (met wie ze in 1959 toerden en meermaals opnamen), Earl Hines, Stuff Smith, Ben Webster, Wingy Manone, Edmond Hall, Champion Jack Dupree, Albert Nicholas, Art Hodes, Mr. Acker Bilk, Gunhild Carling en Wild Bill Davison. Laatstgenoemde was van 1975 tot 1977 een permanent lid. In 1969 kreeg de band na hun optreden tijdens het jazzfestival in New Orleans als destijds enige buitenlandse band de gouden sleutel van de stad. In 1972 speelde de band tijdens het Newport Jazz Festival. Ze toerde in de meeste Europese landen, het Midden-Oosten en Australië.
De band bracht meer dan 50 albums uit, onder andere bij Storyville Records en Timeless Records.